# Нёви-Сен-Сепюлькр
Нёви́-Сен-Сепю́лькр (фр. Neuvy-Saint-Sépulchre) — коммуна во Франции, в регионе Центр, департамент Эндр, административный центр кантона Нёви-Сен-Сепюлькр.
Коммуна расположена на расстоянии около 260 км на юг от Парижа, 150 км на юг от Орлеана, 26 км на юг от Шатору.

## Население
Население — 1 662 человека (2007).
| 1793  | 1800  | 1806  | 1821  | 1831  | 1836  | 1841  | 1846  | 1851  | 1856  | 1861  | 1866  | 1872  | 1876  | 1881  | 1886  | 1891  |
| ----- | ----- | ----- | ----- | ----- | ----- | ----- | ----- | ----- | ----- | ----- | ----- | ----- | ----- | ----- | ----- | ----- |
| 1 730 | 1 602 | 1 720 | 1 851 | 2 040 | 2 049 | 2 003 | 2 126 | 2 165 | 2 178 | 2 175 | 2 293 | 2 376 | 2 392 | 2 644 | 2 624 | 2 518 |

| 1896  | 1901  | 1906  | 1911  | 1921  | 1926  | 1931  | 1936  | 1946  | 1954  | 1962  | 1968  | 1975  | 1982  | 1990  | 1999  | 2007  |
| ----- | ----- | ----- | ----- | ----- | ----- | ----- | ----- | ----- | ----- | ----- | ----- | ----- | ----- | ----- | ----- | ----- |
| 2 601 | 2 776 | 2 718 | 2 638 | 2 408 | 2 435 | 2 212 | 2 147 | 2 095 | 2 003 | 1 897 | 1 804 | 1 762 | 1 819 | 1 722 | 1 654 | 1 662 |

## Достопримечательности
- Базилика Сен-Жак[фр.]

Является копией Храма Гроба Господня в Иерусалиме. Археологические исследования помогли определить этапы её эволюции с момента основания в 1040 году. Здание служило убежищем во время Столетней войны, поэтому имеются частично отреставрированные повреждения. В реликварии хранятся две капли крови Иисуса Христа. Эти реликвии являются объектом паломничества в течение многих веков.
- Средневековая башня

## Фотографии

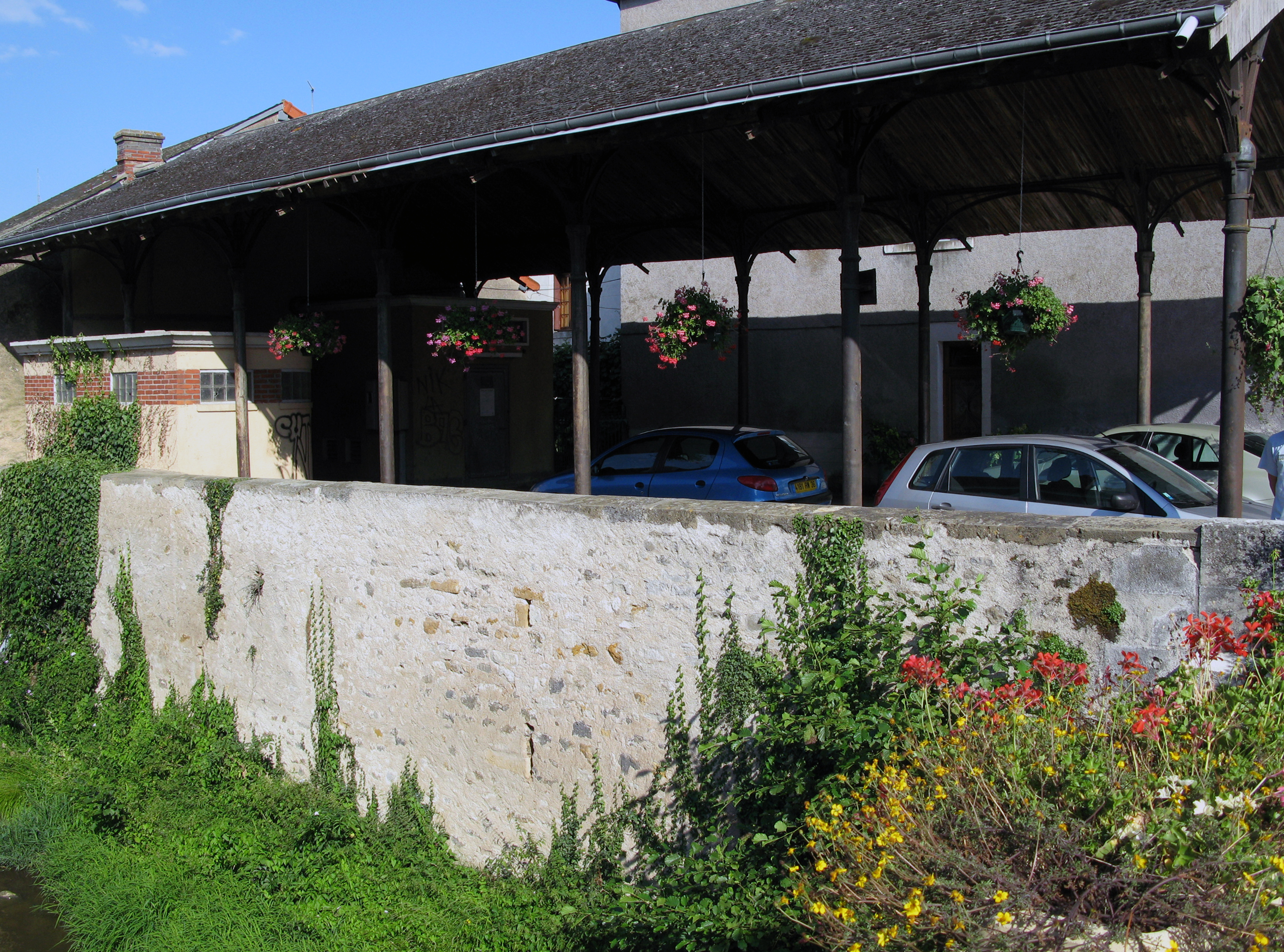
Рынок
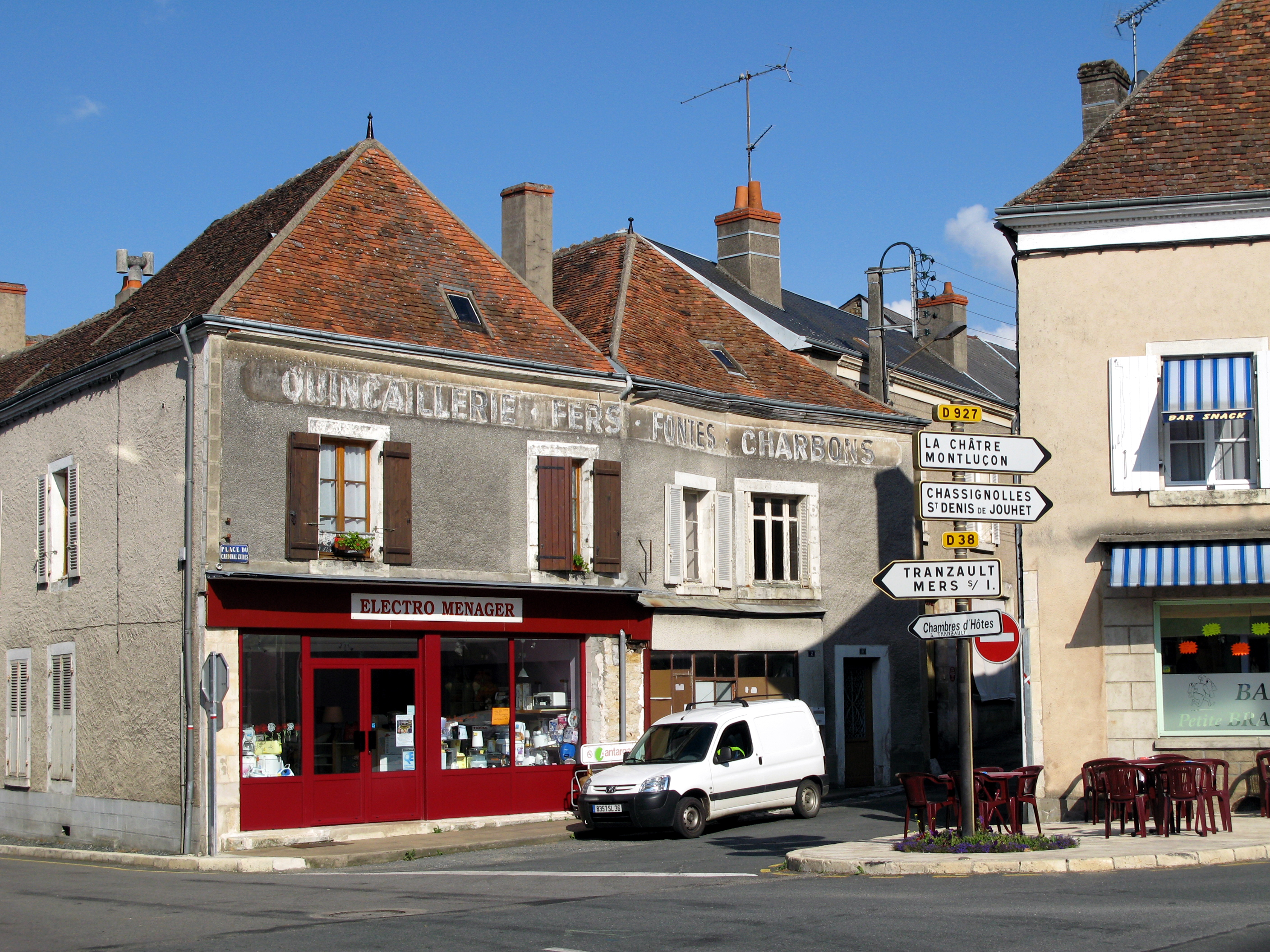
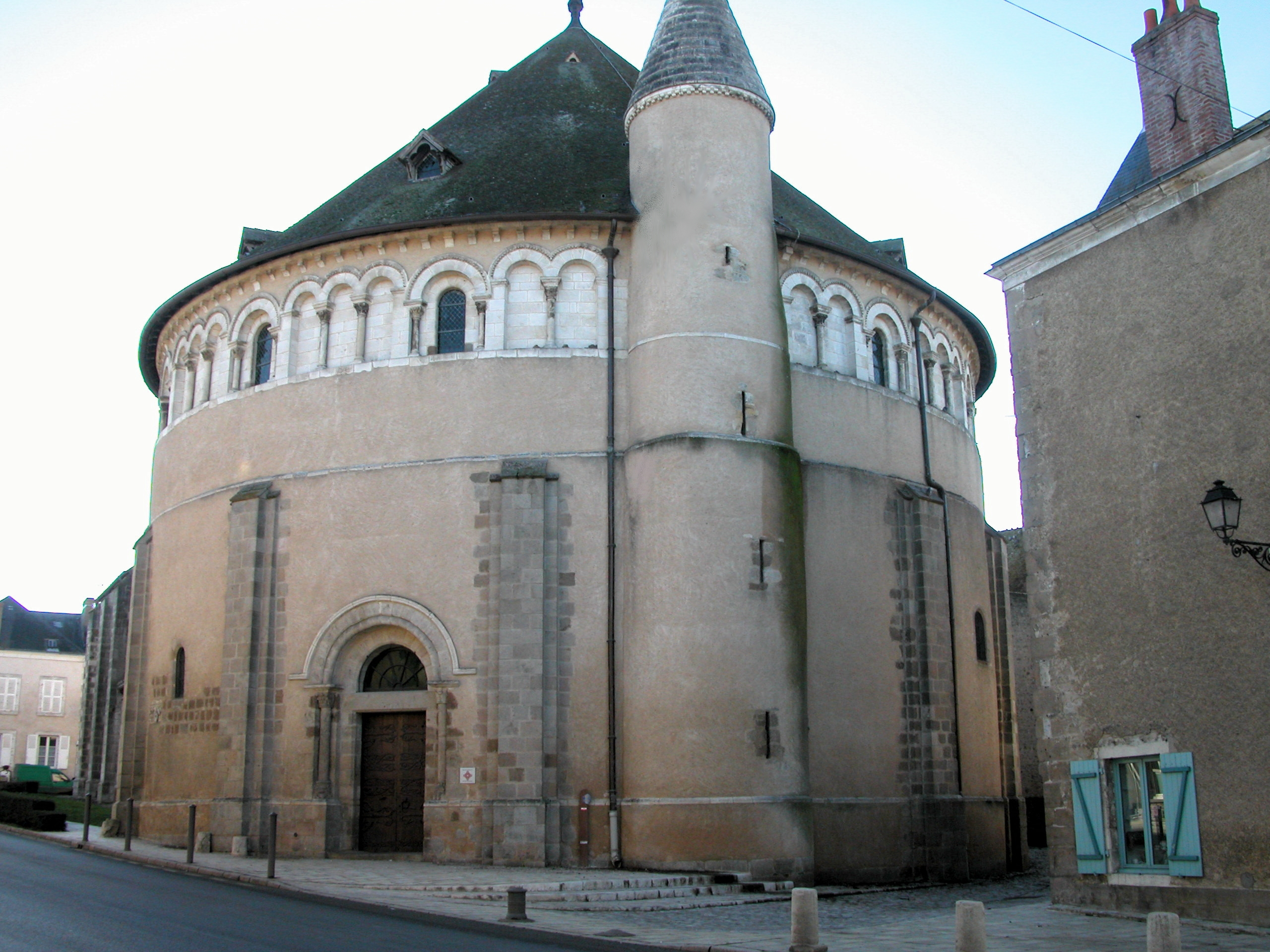
Базилика Сен-Жак
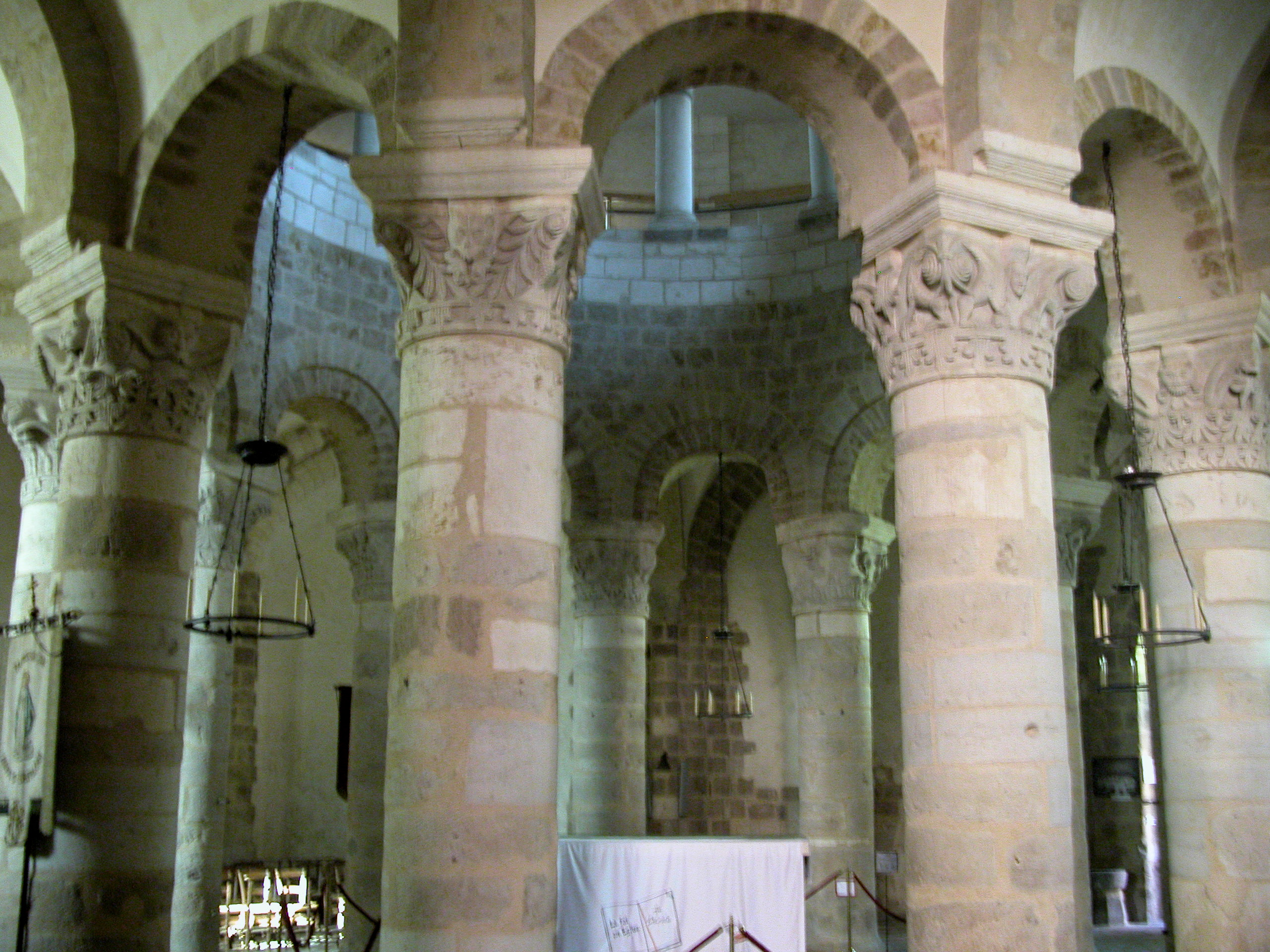
Интерьер ротонды